# Església de Santa Eugènia de Nerellà
L'Església de Santa Eugènia de Nerellà és una església romànica del segle xii que es troba a l'entitat de població de Santa Eugènia de Nerellà que pertany al municipi de Bellver de Cerdanya a la comarca de la Cerdanya. Està declarada bé cultural d'interès nacional.
Com que Olià i Nas no tenen església, la gent d'aquests pobles depenen de l'església de Santa Eugènia on també hi tenen el seu cementiri.

## Història
El lloc de Nerellà s'esmenta a l'Acta de consagració de la Catedral de la Seu d'Urgell l'any 839. Surt citada com església per primer cop el 1003 com a Sancta Eugenia qui est in Neriniano. Va ser edificada al segle xii sobre l'anterior església preromànica. Posteriorment fou totalment reformada entre els segles xv i xviii, quedant només íntegre de la construcció romànica el campanar de torre de tres pisos, que es troba perillosament inclinat.
Fou declarada monument historicoartístic nacional l'any 1984, i és l'únic campanar de torre romànic conservat a la Cerdanya.
En el període de la Guerra Civil, els polítics locals de Bellver de Cerdanya van oposar-se a l'entrada a la població dels membres del Comitè de Puigcerdà (i anarquistes). L'episodi a Bellver pel Cojo de Málaga, no va tenir precedents arreu de la comarca. El grup d’extremistes, en no poder entrar a Bellver es va desplaçar a cremar les esglésies de la Batllia, entre les quals la de Santa Eugènia de Nerellà.

### El nom, Santa Eugènia
És una advocació força comú a terres catalanes, més enllà del sentit etimològic derivat de la llengua grega (‘la ben nascuda’). Per entrar en religió, Santa Eugènia és vestí com un home, i sota aquesta aparença assoli la dignitat d’abat. La seva mort a Roma, un dia de Nadal, a mans d’un anònim gladiador que li va perforar la gola, va concloure una llarga vida d’ensenyament i predicació de la fe cristiana.

## Edifici
L'església és d'una nau dividida en tres trams, amb presbiteri quadrat i tres capelles laterals. La nau és coberta amb volta de llunetes i les capelles amb volta d'aresta. Als peus de la nau hi ha un cor enlairat, al qual s'accedeix per una escala buidada en el mur lateral.
De la construcció romànica original només es conserva el campanar. Amb les reformes dutes a terme entre els segles xv i xviii s'enderrocà l'absis, i se situà al seu lloc la porta d'entrada a l'església, quedant el presbiteri al cantó oest. Es va aixecar una cúpula barroca al mig de la nau que, al llarg del temps, ha perjudicat l'estructura de l'església. Les parets romàniques no han pogut suportar les pressions i la torre campanar s'ha anat inclinant lentament (1,4 m de la vertical). A la façana destaca només un òcul a la part superior, i una porta d'arc de mig punt, dovellada, amb la data 1784, que és quan devia fer-se la darrera intervenció. La nau està apuntalada amb encavallades de fusta i a la torre campanar també hi ha uns forts tirants de subjecció.
A l'última restauració de l'any 2002 es va descobrir, buidades en el mur corresponent al que fou presbiteri, una absidiola a cada banda.

## Campanar

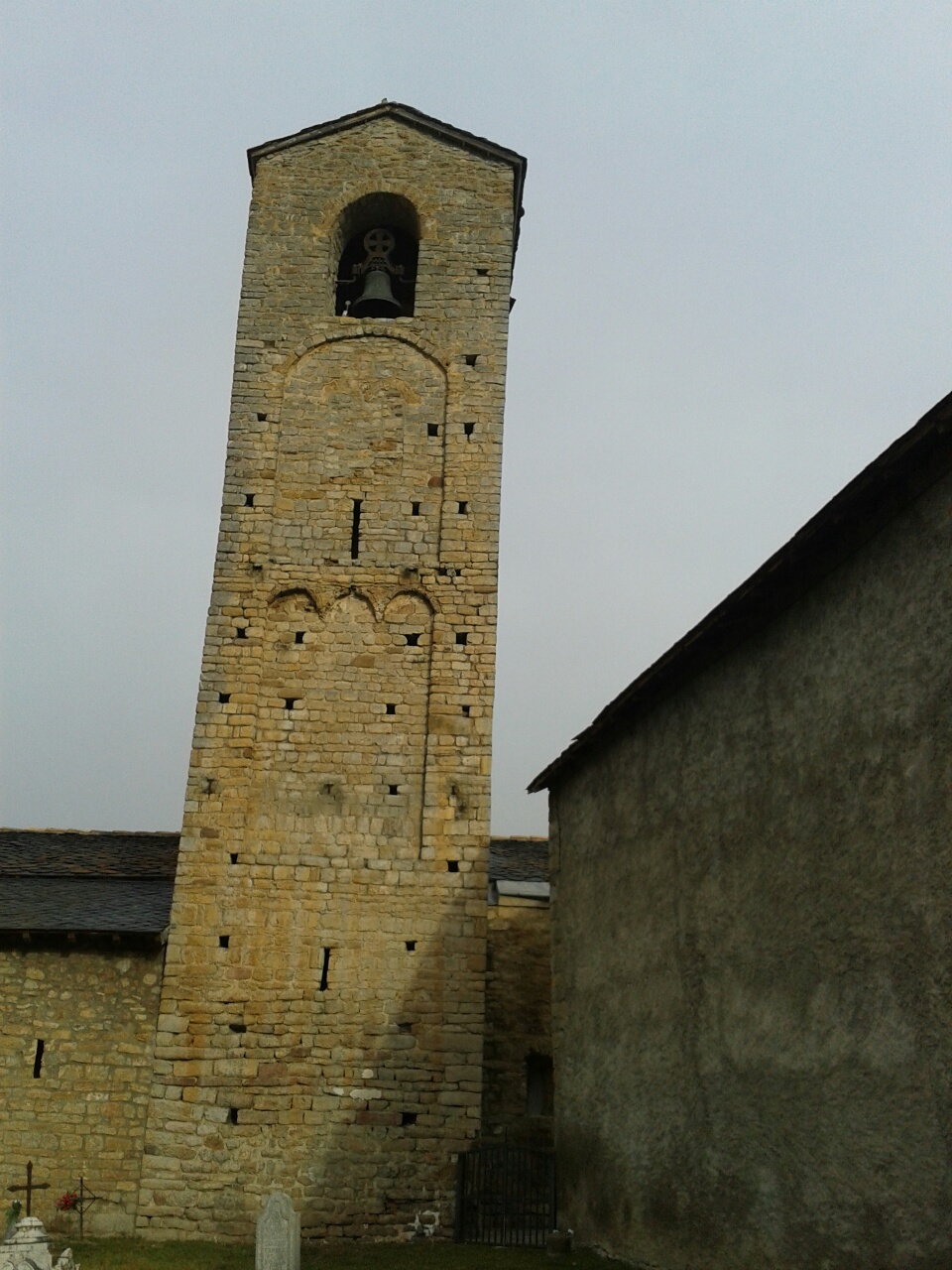
Campanar inclinat

El campanar original és de torre de planta quadrada de 3,40 m de costat amb quatre nivells, el de la base llis amb una petita espitllera, el segon és de tres arcs cecs d'estil llombard i les cantoneres sobresortides com a pilastres, el tercer cos està format amb un gran arc cec i una finestra d'espitllera continuant les cantoneres igual que al segon nivell, l'últim pis presenta a cada cara un finestral d'arc de mig punt d'1,50 × 1,90 m. i cobert a dos vessants.
L'aspecte més destacat d'aquest campanar és que està fortament inclinat cap a sud-est amb 1,20 m de desplom per una alçada de 18,50 m. Per aquest fet, l'església és anomenada «torre de Pisa de la Cerdanya».
De fet, el mateix equip tècnic que va treballar en la consolidació de la torre de Pisa ([Itàlia 1173), va dur a terme un costos treball per salvar la torre campanar de Santa Eugènia de Nerellà, 1.035; fortament inclinada cap a sud-est amb 1,20 metres de desplom per una alçada de 18,50 metres; per antiguitat doncs, pertocaria esmentar-la en primer lloc.